# Implosiva uvular surda
A implosiva uvular surda é um som consonantal raro, usado em algumas línguas faladas. O símbolo no Alfabeto Fonético Internacional que representa este som é ⟨ʛ̥⟩ ou ⟨qʼ ↓⟩. Uma carta específica do AFI, ⟨ʠ⟩, foi retirada em 1993.

## Características
- Sua maneira de articulação é oclusiva, ou seja, produzida pela obstrução do fluxo de ar no trato vocal. Como a consoante também é oral, sem saída nasal, o fluxo de ar é totalmente bloqueado e a consoante é uma plosiva.[1]
- Seu ponto de articulação é uvular, o que significa que está articulado com a parte posterior da língua (dorso) na úvula.[1]
- Sua fonação é surda, o que significa que é produzida sem vibrações das cordas vocais. É uma consoante oral, o que significa que o ar só pode escapar pela boca.[1]
- É uma consoante central, o que significa que é produzida direcionando o fluxo de ar ao longo do centro da língua, em vez de para os lados.[1]
- O mecanismo da corrente de ar é implosivo (ingressivo glótico), o que significa que é produzido puxando o ar e bombeando a glote para baixo. Como não tem voz, a glote está completamente fechada e não há corrente de ar pulmonar.[1]

## Ocorrência
O fonema foi reivindicado de ocorrer várias línguas maias.
| Língua     | Língua     | Palavra    | AFI        | Significado       | Notas |
| ---------- | ---------- | ---------- | ---------- | ----------------- | ----- |
| Q'anjob'al | Q'anjob'al | Q'anjob'al | [ʛ̥anχoɓal] | Língua Q'anjob'al |       |